# Billy Kirkwood
 (mai 2019).
Billy Kirkwood est un footballeur et entraineur écossais, né le 1er septembre 1958, à Édimbourg en Écosse. Il jouait au poste d'attaquant et milieu de terrain.

## Carrière
Billy Kirkwood commence sa carrière professionnelle en 1976 à Dundee United. Il est, pour ses deux premières saisons, le meilleur buteur du club.
Avec Dundee United, il participe grandement à de nombreuses campagnes européennes, y compris la demi-finale de Coupe d'Europe des clubs champions 1983-1984 et la finale de la Coupe UEFA 1986-1987. Lors de cette finale perdue par Dundee United contre l'IFK Göteborg (défaite 1 à 0 à Göteborg puis match nul 1 partout à Dundee), Billy Kirkwood est titulaire pour ces deux rencontres.
En 1995, Kirkwood est nommé entraîneur de Dundee United. Il ne peut empêcher le club d'être relégué en deuxième division. La saison suivante, Kirkwood guide United vers une victoire en barrages, et une promotion en première division. Il est limogé lors de la saison 1996-1997, et remplacé par Tommy McLean.
Il est, depuis 2016, l'entraîneur de l'équipe des moins de 20 ans des Glasgow Rangers.

## Palmarès
- Dundee United :
  - Finaliste de la Coupe UEFA en 1987
  - Champion d'Écosse en 1983
  - Finaliste de la Coupe d'Écosse en 1981, 1985 et 1987
  - Vainqueur de la Coupe de la Ligue en 1980 et 1981
  - Finaliste de la Coupe de la Ligue en 1982 et 1985